# 宮坂勝

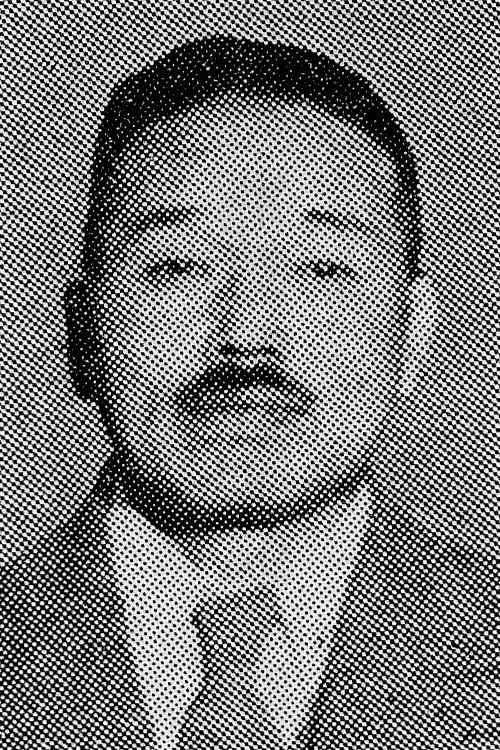
宮坂勝

宮坂 勝（みやさか まさる、1895年〈明治28年〉1月1日 - 1953年〈昭和28年〉4月10日）は、明治から昭和にかけての洋画家。

## 生涯
長野県南安曇郡倭村（現・松本市）生まれ。旧制松本中学（現・長野県松本深志高等学校）を経て1919年（大正8年）東京美術学校（現・東京芸術大学）西洋画科卒業。1923年（大正12年）フランスに留学し、アカデミー ・モデルヌでオトン・フリエスに師事、1927年（昭和2年）帰国。母校中学の美術教師となった。
その後国画創作協会展（国画会）に作品の出品を勧められ出品。第6回展にて奨励賞を受賞、同会会員となる。1931年（昭和6年）帝国美術学校（現・武蔵野美術大学）教授となり、後進の指導とともに、油絵の普及に努めた。1945年（昭和20年）第二次世界大戦の東京大空襲で東京の自宅を焼失し、生家へ疎開。1946年（昭和21年）第1と第2回日展で特選を受賞。同年、信州美術会（長野県美術展（県展）の団体）を結成し幹事、審査員となり、郷里の美術の発展に尽くした。
1953年（昭和28年）4月10日死去｡享年58歳。同年松本市から地方文化向上への功績に功労賞を贈られた。